# CoRoT-12 b
CoRoT-12 b est une exoplanète orbitant autour de l'étoile CoRoT-12, elle a été découverte en 2010.